# Postfaktična politika
Postfaktična, postresnična ali poresnična politika je naziv za pojav v politiki, ki temelji na pobujanju čustev brez upoštevanja dejstev oziroma pri katerem dejstva več niso v ospredju. Od klasičnega izpodbijanja ali potvarjanja resnice pa se razlikuje po tem, da postfaktična politika resničnim podatkom enostavno daje le sekundarni pomen.
Izraz postfaktičen (angl. post-truth) se je prvič pojavil leta 1992 v eseju srbsko-ameriškega književnika Steva Tesicha v časopisu The Nation. Tesich je v omenjenem eseju pisal o aferi Iran-Contra in zalivski vojni ter navedel: »kot svobodni ljudje smo se svobodno odločili, da želimo živeti v nekakšnem postfaktičnem svetu.« Besedno zvezo postfaktična politika je leta 2010 v stolpici v reviji Grist uporabil bloger David Roberts, razširila pa se je v času kampanje ameriških predsedniških volitev leta 2016 ter britanskega referenduma za izstop Združenega kraljestva iz Evropske unije. Jezikoslovci ugledne britanske založbe slovarjev Oxford Dictionaries so besedo postresnica (angl. post-truth) izbrali za besedo leta 2016. Pri založbi ugotavljajo, da se je v angleščini pogostnost besede glede na predhodno leto povečala za dvajsetkrat.